# Энергетика Узбекистана
Энергетика Узбекистана — отрасль экономики Узбекистана. Вопросами энергетики и угольной промышленности занимается АО «Узбекэнерго».
Ключевая энергетическая организация — Министерство энергетики Республики Узбекистан. С начала 2020 года Узбекистан начал активно наращивать производство энергии из возобновляемых источников.

## Топливная энергетика

### Нефть
Доказанные запасы нефти в Узбекистане, по состоянию на начало 2016 г., составляли 81 млн тонн.
Месторождения нефти разведаны в Каракалпакской республике и шести административных областях: Кашкадарьинской, Бухарской, Сурхандарьинской, Наманганской, Андижанской и Ферганской. Основной объём запасов сосредоточен в Кашкадарьинской области, прежде всего, в пределах крупнейшего в стране месторождения Кокдумалак.
В 2016 г. в Узбекистане было добыто 2,1 млн т нефти и газового конденсата, по сравнению с 2,2 млн т в 2015 году. В структуре добываемого нефтяного сырья прослеживается тенденция к увеличению доли газового конденсата.

### Добыча угля
Узбекистан располагает разведанными запасами угля в количестве 1832,8 млн.тонн, в том числе: бурого — 1786,5 млн.тонн, каменного — 46,3 млн.тонн. Прогнозные ресурсы составляют 323,4 млн.тонн угля. Добыча угля в республике ведётся на трёх месторождениях: Ангренское (бурый уголь), Шаргуньское и Байсунское (каменный уголь).
Ежегодно в Узбекистане добывается более 4 миллионов тонн угля. По итогам 2014 года было добыто 4,3 млн тонн, за 11 месяцев 2021 года — 4,6 млн тонн. «Узбекуголь», на долю которого приходится 98 % добычи твёрдого топлива в республике, с 1948 года ведёт промышленную отработку крупнейшего — Ангренского буроугольного месторождения в Ташкентской области, с разведанными запасами угля в объёме 1,9 миллиарда тонн. Кроме того, подземную добычу каменного угля в Сурхандарьинской области осуществляет ОАО «Шаргуньуголь», 41,57 % которого принадлежит «Узбекуглю».

### Природный газ
Узбекистан по добыче газа занимает третье место среди государств СНГ и входит в десятку крупнейших газодобывающих стран мира (63-65 млрд м³ газа в год). В 2015 году Узбекистан добыл 57,7 миллиарда кубометров газа (на 0,8 % больше по сравнению с 2014 годом).
Потребление газа в республике в 2015 году составило 50,3 миллиарда кубометров (плюс 3,1 процента).
Запасы:
согласно отчёту BP по мировой энергетике, обнародованном в июне 2016 года, извлекаемые разведанные запасы углеводородов в Узбекистане составляют более 2,52 миллиарда тонн условного топлива, из которых порядка 65 % приходится на запасы газа.

## Электроэнергетика
Электроэнергетический комплекс страны — ключевой сектор республики. Его состояние на конец 2021 г., динамика и тенденции функционирования за 25-летний период независимости (1992—2016 гг.) характеризуются нижеследующими данными на основе статистики UNSD (UN Data — информация по состоянию на март 2023 г.):
Ключевые субъекты электроэнергетики:
- Крупнейшие тепловые электростанции (1000 МВт и выше): ОАО «Сырдарьинская ТЭС» — 3215 МВт, Ташкентская ТЭС — 2230 МВт, ОАО «Ново-Ангренская ТЭС» — 2100 МВт, АО «Навоийская ТЭС» — 2068 МВт, Талимарджанская ТЭС — 1700 МВт
- Гидроэлектростанции Урта-Чирчикского каскада ГЭС[8]: Чарвакская ГЭС — 666 МВт, Ходжикентская ГЭС — 165 МВт и Газалкентская ГЭС — 120 МВт
- Туракурганская ТЭС — тепловая электростанция в Наманганской области на 900 МВт.

### Статистика
На конец 2021 г. установленная мощность-нетто электростанций — 16 699 МВт, в том числе: тепловых электростанций (ТЭС), сжигающих органическое топливо — 14 543 МВт, гидроэлектростанций (ГЭС) — 2052 МВт, ветряных электростанций (ВЭС) — 1 МВт и солнечных электростанций (СЭС) — 104 МВт; производство электроэнергии-брутто в 2020 г. — 66 516 млн кВт∙ч, в том числе:
ТЭС — 61 502 млн кВт∙ч и
ГЭС — 4999 млн кВт∙ч
Динамика основных показателей электроэнергетики — установленной мощности и производство электрической энергии за 1992—2021 гг. приведены соответственно в таблицах 1 и 2:
Таблица 1. Установленная мощность-нетто электростанций по типам, 1992—2021 гг. (на конец года), МВт
| Год  | Установленная мощность-нетто | Установленная мощность-нетто        | Установленная мощность-нетто |
| Год  | Электростанций — всего       | ТЭС, сжигающих органическое топливо | ГЭС                          |
| ---- | ---------------------------- | ----------------------------------- | ---------------------------- |
| 1992 | 11 122                       | 9412                                | 1710                         |
| 1993 | 11 122                       | 9412                                | 1710                         |
| 1994 | 11 122                       | 9412                                | 1710                         |
| 1995 | 11 733                       | 10 023                              | 1710                         |
| 1996 | 11 733                       | 10 023                              | 1710                         |
| 1997 | 11 709                       | 9999                                | 1710                         |
| 1998 | 11 709                       | 9999                                | 1710                         |
| 1999 | 11 709                       | 9999                                | 1710                         |
| 2000 | 11 709                       | 9999                                | 1710                         |
| 2001 | 11 709                       | 9999                                | 1710                         |
| 2002 | 11 709                       | 9999                                | 1710                         |
| 2003 | 11 709                       | 9999                                | 1710                         |
| 2004 | 12 503                       | 10 752                              | 1751                         |
| 2005 | 12 459                       | 10 750                              | 1709                         |
| 2006 | 12 459                       | 10 749                              | 1710                         |
| 2007 | 12 466                       | 10 756                              | 1710                         |
| 2008 | 12 499                       | 10 756                              | 1743                         |
| 2009 | 12 503                       | 10 760                              | 1743                         |
| 2010 | 12 555                       | 10 763                              | 1793                         |
| 2011 | 12 546                       | 10 758                              | 1788                         |
| 2012 | 12 581                       | 10 759                              | 1822                         |
| 2013 | 13 104                       | 11 281                              | 1822                         |
| 2014 | 13 037                       | 11 165                              | 1871                         |
| 2015 | 13 217                       | 11 335                              | 1880                         |
| 2016 | 14 104                       | 12 222                              | 1880                         |
| 2017 | 14 140                       | 12 129                              | 1879                         |
| 2018 | 15 046                       | 12 276                              | 1915                         |
| 2019 | 16 798                       | 14 032                              | 1908                         |
| 2020 | 17 502                       | 14 620                              | 2023                         |
| 2021 | 16 699                       | 14 440                              | 2052                         |

| Таблица 2. Баланс электрической энергии, 1992—2016 гг., млн. кВт∙ч |       |       |       |       |       |       |       |       |       |       |       |       |       |       |       |
| Статья баланса                                                     | 1992  | 1995  | 2000  | 2005  | 2006  | 2007  | 2008  | 2009  | 2010  | 2011  | 2012  | 2013  | 2014  | 2015  | 2016  |
| Производство-брутто                                                | 50911 | 47453 | 46864 | 49200 | 50920 | 48950 | 49400 | 49950 | 51700 | 52400 | 52500 | 54200 | 55400 | 57280 | 58319 |
| Производство-брутто, МАР                                           | 50705 | 47274 | 46672 | 49011 | 50725 | 48751 | 49222 | 49760 | 51509 | 52203 | 52307 | 54001 | 55196 | 57067 | 58102 |
| ТЭС МАР (органическое топливо), из которых                         | 44424 | 41086 | 40793 | 40381 | 41565 | 42351 | 37862 | 40430 | 40663 | 41963 | 41097 | 42441 | 43366 | 45237 | 46272 |
| ТЭС МАР (органическое топливо) — комбинированный цикл              | --    | --    | --    | --    | 18920 | 19231 | 17145 | 18289 | 18373 | 18947 | 18542 | 19141 | 19552 | 20393 | 20763 |
| ГЭС МАР, из которых                                                | 6281  | 6188  | 5879  | 8630  | 9160  | 6400  | 11360 | 9330  | 10846 | 10240 | 11210 | 11560 | 11830 | 11830 | 11830 |
| Производство-брутто — АР                                           | 206   | 179   | 192   | 189   | 195   | 199   | 178   | 190   | 191   | 197   | 193   | 199   | 204   | 213   | 217   |
| ТЭС АР (органическое топливо), из которых                          | 206   | 179   | 192   | 189   | 195   | 199   | 178   | 190   | 191   | 197   | 193   | 199   | 204   | 213   | 217   |
| ТЭС АР (органическое топливо) — комбинированный цикл               | --    | --    | --    | --    | 181   | 190   | 171   | 185   | 188   | 195   | 191   | 198   | 203   | 212   | 216   |
| Собственные нужды электростанций и отопительных установок          | 2947  | 2809  | 2738  | 2793  | 2891  | 2779  | 2805  | 2845  | 2945  | 2985  | 2992  | 3089  | 3157  | 3199  | 3234  |
| Производство-нетто                                                 | 47964 | 44644 | 44126 | 46407 | 48029 | 46171 | 46595 | 47105 | 48755 | 49415 | 49508 | 51111 | 52243 | 54081 | 55085 |
| Импорт                                                             | 15914 | 12909 | 14026 | 11418 | 11817 | 11360 | 11464 | 11916 | 12333 | 12500 | 12524 | 12930 | 13216 | 11336 | 10839 |
| Экспорт                                                            | 16404 | 14199 | 12745 | 11501 | 11903 | 11442 | 11547 | 11831 | 12245 | 12411 | 12435 | 12838 | 13122 | 12384 | 12319 |
| Общая поставка                                                     | 47474 | 43354 | 45407 | 46324 | 47943 | 46089 | 46512 | 47190 | 48843 | 49504 | 49597 | 51203 | 52337 | 53033 | 53605 |
| Потери                                                             | 4770  | 4142  | 4256  | 4336  | 4486  | 4311  | 4349  | 4410  | 4563  | 4623  | 4628  | 4778  | 4884  | 4949  | 5002  |
| Собственные нужды добычи и переработки ТЭР                         | 1000  | 1301  | 1382  | 1410  | 1459  | 1403  | 1416  | 1435  | 1485  | 1505  | 1508  | 1557  | 1591  | 1612  | 1629  |
| Конечное потребление электроэнергии                                | 41527 | 37910 | 39766 | 40581 | 41998 | 40375 | 40747 | 41345 | 42795 | 43376 | 43461 | 44868 | 45862 | 46472 | 46974 |
| Промышленность и строительство                                     | 19122 | 14400 | 15238 | 15545 | 16088 | 15466 | 15608 | 15835 | 16390 | 16612 | 16644 | 17183 | 17563 | 17797 | 17989 |
| Другие отрасли обрабатывающей промышленности и строительства       | 19122 | 14400 | 15238 | 15545 | 16088 | 15466 | 15608 | 15835 | 16390 | 16612 | 16644 | 17183 | 17563 | 17797 | 17989 |
| Транспорт                                                          | 1256  | 1366  | 1309  | 1338  | 1382  | 1329  | 1341  | 1360  | 1407  | 1426  | 1429  | 1476  | 1509  | 1529  | 1546  |
| Железная дорогая                                                   | --    | 168   | 159   | 162   | 168   | 162   | 163   | 165   | 171   | 173   | 173   | 179   | 183   | 185   | 187   |
| Трубопроводный транспорт                                           | --    | 855   | 838   | 856   | 884   | 850   | 858   | 870   | 900   | 912   | 914   | 944   | 965   | 978   | 989   |
| Другие сектора                                                     | 21149 | 22144 | 23219 | 23698 | 24528 | 23580 | 23798 | 24150 | 24998 | 25338 | 25388 | 26209 | 26790 | 27146 | 27439 |
| Бытовые потребители                                                | 6193  | 6753  | 7221  | 7363  | 7619  | 7323  | 7389  | 7496  | 7758  | 7862  | 7876  | 8130  | 8309  | 8418  | 8509  |
| Коммерческий сектор и предприятия общего пользования               | 3948  | 3536  | 3083  | 3145  | 3255  | 3129  | 3158  | 3204  | 3316  | 3361  | 3367  | 3476  | 3553  | 3600  | 3639  |
| Сельское, лесное хозяйство и рыболовство                           | 11008 | 11855 | 12915 | 13190 | 13654 | 13128 | 13251 | 13450 | 13924 | 14115 | 14145 | 14603 | 14928 | 15128 | 15291 |

Динамика установленной номинальной мощности-нетто электростанций Узбекистана, 1992—2016 гг., МВт

Число часов использования установленной мощности-нетто электростанций Узбекистана, 1992—2016 гг., часы

Потребление электроэнергии в отдельных секторах Узбекистана, 1992—2016 гг., млн кВт∙ч

Примечание: MAP (Main activity producer) и AP — autoproducer — производство электроэнергии на которых соответственно является и не является основным видом их деятельности

## Ядерная энергетика
С 1956 года в республике действует Институт ядерной физики АН Узбекистана, в котором проводятся различные исследованиям в области ядерной физики. В 1959 году в институте был произведён физический пуск исследовательского ядерного реактора типа ВВР, тепловой мощностью 2 МВт. В 1980 году была завершена реконструкция реактора и он был переведён на постоянную работу на мощности 10 МВт. В 2016 году реактор ВВР-СМ был остановлен, а институт планировалось ликвидировать, однако в 2017 году планы поменялись и в 2018 году в Узбекистан было прибыло топливо и исследовательский реактор возобновил работу. 
Также в Ташкенте в 1975—2013 годы при заводе «Фотон» действовал небольшой исследовательский реактор ИИН-3М.
Тем временем с 2010-х власти Узбекистана вели переговоры по строительству первой в стране атомной электростанции. В 2018 году в стране был создано специальное отраслевое агентство «Узатом». В 2024 году Узбекистан заключил договор с «Росатомом» на строительство атомной станции малой мощности. Первая станция по плану будет имеет совокупную мощность 330 МВт. Также узбекская сторона активно изучают опыт других стран в данной отрасли, в частности опыт КНР.

## Возобновляемая энергия

Производство электроэнергии на ГЭС Узбекистана, 1992—2016 гг., млн. кВт∙ч

С 2020-х годов правительство Узбекистана увеличило усилия в области развития ВЭС. В Республике были приняты меры по установке солнечных панелей мощностью 220 МВт в социальных и государственных учреждениях страны. В апреле 2023 году началась программа «Солнечный дом» по стимулированию граждан к установке солнечных панелей до 50 кВт на свои частные владения. По данной программе государство обязалось выкупать излишки энергии у населения, а также физлица и компании освобождались от ряда налогов. В 2023 году Китай и Узбекистан договорились о строительстве 11 солнечных и ветряных электростанций общей мощностью 4.8 ГВт на сумму $4,4 млрд. В 2023 году Узбекистан совместно с компаниями «Masdar», «Gezhouba», «China Energy» запустили ветровые и солнечные электростанции общей мощностью 1.4ГВт.
В 2023 году мощность возобновляемой энергетики составляла 2668 МВт. На конец 2023 года в республике продолжалось строительство 22 солнечных электростанций и ветряных электростанций общей мощностью 9 гигаватт.
В 2024 году власти Узбекистана заявили о целях достигнуть к 2030 году общей установленной мощности возобновляемой энергии в 20 ГВт, тем самым довести долю ВЭС в энергетическом балансе страны до 40 %, затем планы скорректировались на доведение этой доли до 54 %. Узбекистан также заявил о планах наладить экспорт электроэнергии в Европу к 2030 году.
В ноябре 2024 года главы трёх стран — Узбекистана, Казахстана и Азербайджана подписали соглашение о передаче «зелёной» энергии между тремя странами. В рамках соглашения Азербайджан заявил о прокладке кабеле по дну Чёрного моря для соединения Центральной Азии, Кавказа, Европы, Каспийского и Чёрного морей единым энергокоридором.
К декабрю 2024 года в области «зелёной энергетики» в Узбекистане было введено в эксплуатацию 16 крупных солнечных и ветровых электростанций мощностью 3500 МВт, что эквивалентно 10 млрд кВт⋅ч.
Согласно данным IRENA в 2024 году в Узбекистане функционировало 5166 МВт установленной мощности возобновляемых источников. А доля мощностей возобновляемой энергетики страны от общей мощности составила 24,4 %.

### Гидроэнергетика
В 2019 году мощность гидроэнергетики составляла 1908 МВт, в 2024 году — 2391 МВт.

### Солнечная энергетика

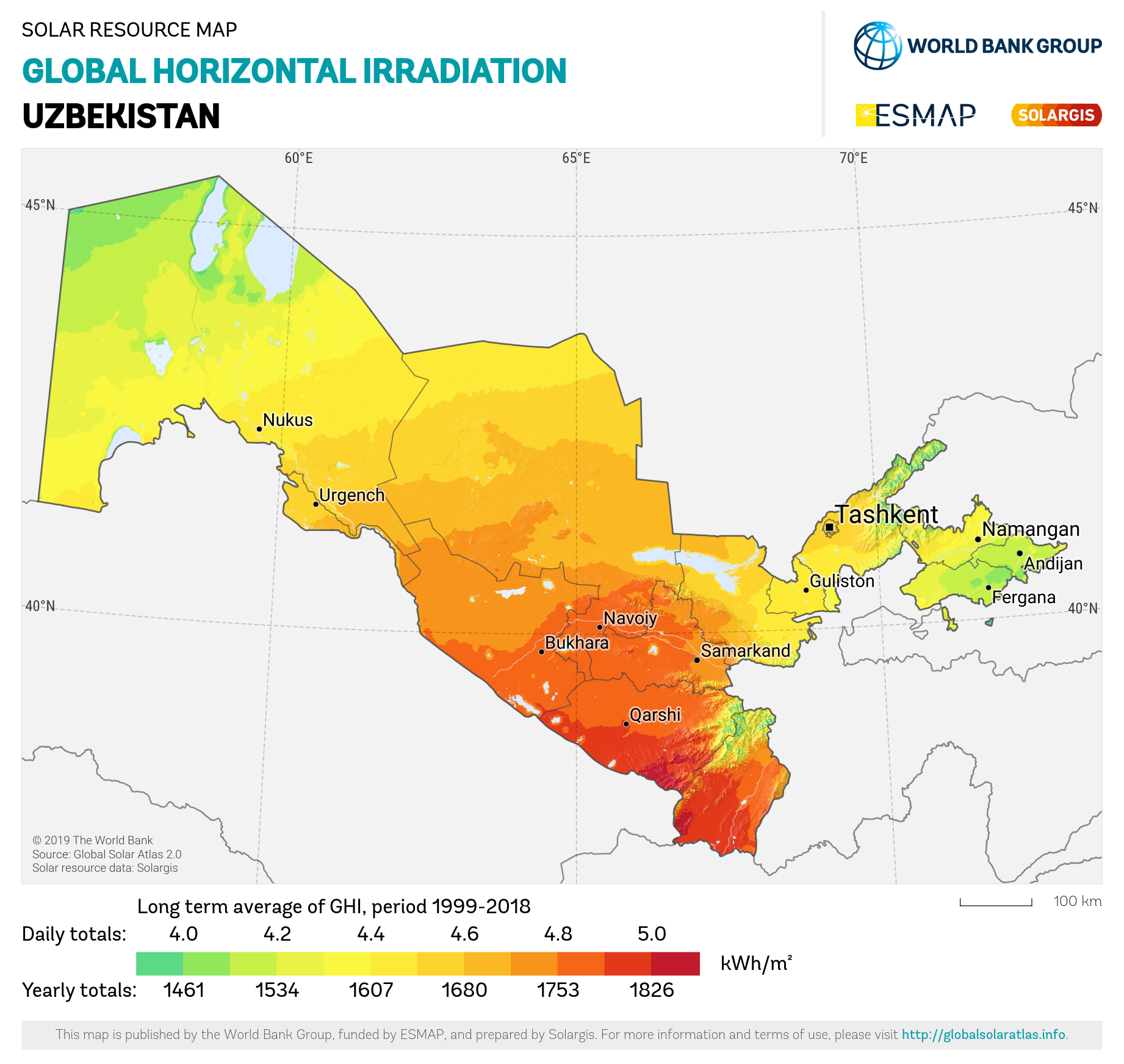
Солнечный потенциал Узбекистана

В 2021 году, в Карманинском районе Навоийской области запустилась первая в Узбекистане солнечная станция мощностью 100 МВт, построенная компанией «Masdar».
В 2022 году вторую СЭС также на 100 МВт запустили в Нурабадском районе Самаркандской области.
В 2023 году мощность солнечной энергетики составляла 253 МВт.
К 2023 году запустилось компания Masdar завершила строительство ещё трёх фотоэлектрических станций в Джизакской, Самаркандской и Сурхандарьинской областях общей мощностью 900 МВт. В декабре 2023 года, рамках инициативы «Один пояс, один путь», в Бухарской и Кашкадарьинской областях была открыта первая фаза СЭС общей мощностью на 1 ГВт по проекту китайской «Gezhouba».
В 2024 году по данным IRENA мощность солнечной энергетики функционирующий в стране составляла 2275 МВт.

### Ветроэнергетика
В 2023 году мощность ветроэнергетики составляла 1 МВт.
В декабре 2023 года в Тамдынском районе Навойиской области построена первая очередь ветряной электростанции мощностью 500 МВт. Узбекистан поставил планы по строительству 2030 году в Каракалпакстане 10 крупных ветряных электростанций общей мощностью 10.3 ГВт. В 2024 году в Каракалпакстане стартовало строительство двух ВЭС. Первая на 1 ГВт по проекту китайской компании Sany, а вторая ВЭС на 200 МВт по проекту ACWA Power будет оснащена системой накопления энергии (батареи) мощностью 100 МВт. Также Кунградском районе началось строительство предприятий по производству компонентов ветряных турбин — башен и лопастей.
В 2024 году, согласно данным IRENA, в стране функционировало 501 МВт установленной мощности ветровых электростанций.